# 7. Międzynarodowy Festiwal Filmowy w Berlinie
Nagrody przyznane na festiwalu filmowym w Berlinie w roku 1957
| Nagroda (kategoria)                                           | Zdobywca nagrody                       | Kraj                                   |
| Międzynarodowe Jury filmów fabularnych                        | Międzynarodowe Jury filmów fabularnych | Międzynarodowe Jury filmów fabularnych |
| ------------------------------------------------------------- | -------------------------------------- | -------------------------------------- |
| Złoty Niedźwiedź                                              | Dwunastu gniewnych ludzi               | USA                                    |
| Srebrny Niedźwiedź dla najlepszego reżysera                   | Mario Monicelli za Ojcowie i synowie   | USA                                    |
| Srebrny Niedźwiedź dla najlepszej aktorki                     | Yvonne Mitchell za Kobieta w szlafroku | Wielka Brytania                        |
| Srebrny Niedźwiedź dla najlepszego aktora                     | Pedro Infante za Tizoc                 | Meksyk                                 |
| Srebrny Niedźwiedź - nagroda nadzwyczajna jury                | Amenecer en puerta oscura              | Hiszpania                              |
| Srebrny Niedźwiedź - nagroda nadzwyczajna jury                | Ravi Shankar za Kabuliwala             | Indie                                  |
| Międzynarodowe Jury filmów dokumentalnych i krótkometrażowych |                                        |                                        |
| Złoty Niedźwiedź (film dokumentalny)                          | Secrets Of Life                        | USA                                    |
| Srebrny Niedźwiedź (film dokumentalny)                        | L'ultimo paradiso                      | Włochy                                 |
| Złoty Niedźwiedź (film krótkometrażowy)                       | Gente lontana                          | Włochy                                 |
| Srebrny Niedźwiedź (film krótkometrażowy)                     | Nagroda specjalna Plitvicka jezera     | Jugosławia                             |
| Srebrny Niedźwiedź (film krótkometrażowy)                     | Nagroda specjalna 1000 Kleine Zeichen  | RFN                                    |
| Srebrny Niedźwiedź (film krótkometrażowy)                     | Nagroda specjalna Big Bill Blues       | Belgia                                 |

## Jury
W skład jury wchodzili:

### Międzynarodowe Jury filmów fabularnych
- Jay Carmody (USA)
- Lic. Miguel Alemán jr. (Meksyk)
- Jean de Baroncelli (Francja)
- Thorsten Eklann (Szwecja)
- José Maria Escudero (Hiszpania)
- Fernaldo Di Giammatteo (Włochy)
- Bunzaburo Hayashi (Japonia)
- Dalpathal Kothari (Indie)
- Edmund Luft (RFN)
- Ernst Schröder (RFN)
- John Sutro (Wielka Brytania)

### Międzynarodowe Jury filmów dokumentalnych i krótkometrażowych
- Adolf Hübl (Austria)
- Paul Heimann (RFN)
- Paul Louyet (Belgia)
- Norman McLaren (Kanada)
- Karl Naef (Szwajcaria)
- Yrjö Rannikko (Finlandia)
- Ahmed Sefrioui (Maroko)